# 닥터 스트레인지 (1978년 영화)
《닥터 스트레인지》(영어: Dr. Strange)는 1978년 미국 CBS 채널에서 방영된 TV용 슈퍼히어로 영화이다. 마블 코믹스의 슈퍼히어로 닥터 스트레인지를 주인공으로 하였다. 배우 피터 후튼이 닥터 스트레인지를 연기했다.
1978년 9월 6일 오후 8시에 CBS에서 방영했다.

## 줄거리
악한 존재가 모건 르 페이에게 강력한 마법사가 자신의 영역으로 침투하는 것을 막고 있으며, 3일 안에 마법사를 제거하고 후계자를 자신의 편으로 끌어들여야 한다고 말한다. 르 페이는 젊은 여성 클레아 레이크를 조종하여 "소서러 슈프림"인 토마스 린드머를 공격한다. 린드머는 죽음 직전까지 가지만 마법으로 치유된다. 린드머의 친구인 웡은 레이크를 찾고, 그녀는 르 페이의 악몽에 시달리며 정신과 의사 스티븐 스트레인지의 치료를 받고 있다. 스트레인지는 아버지로부터 물려받은 유물을 통해 린드머의 후계자가 될 잠재력을 가지고 있고, 레이크의 악몽을 공유하며 직감적으로 무언가 잘못되었음을 느낀다.
린드머는 병원에서 스트레인지에게 연락하여 레이크에게 의학적 도움 이상의 것이 필요하다고 말한다. 스트레인지는 린드머의 명함을 받고, 그것은 그의 아버지의 반지와 같은 문양을 가지고 있다. 한편, 르 페이는 고양이를 조종하여 린드머의 집에 침입하려 하지만 마법 장벽에 막힌다. 병원에서 스트레인지의 과장이 레이크를 진정시키자 그녀는 혼수상태에 빠진다. 스트레인지는 린드머를 방문하고, 르 페이는 그를 죽일 기회를 포기한다.
린드머는 스트레인지에게 그의 무지가 일종의 보호막이며 진실을 알고 싶은지 묻는다. 스트레인지는 진실을 요구하고, 린드머는 그에게 다른 차원이 존재하며 레이크가 그곳에 갇혀 있고 오직 스트레인지만 그녀를 구할 수 있다고 말한다. 스트레인지는 아스트랄계로 파견되어 르 페이가 보낸 악마 발자로스를 맞닥뜨린다. 스트레인지와 레이크는 현실 세계로 돌아온다.
악한 존재는 르 페이에게 왜 스트레인지를 살려두었는지 묻고, 그녀는 그에게 끌렸다고 고백한다. 악마는 그녀를 노파로 만들겠다고 위협한다. 스트레인지는 레이크를 확인하고, 그녀와 저녁 식사를 하기로 한다. 그는 린드머를 만나 마법을 거부하지만 아버지의 반지를 빼지 못한다. 실수로 르 페이가 조종하는 고양이를 들여보내 웡을 제압하고 린드머를 쓰러뜨린 후, 아스모데우스를 소환하여 린드머를 악마의 영역으로 데려간다.
스트레인지는 레이크를 방문하지만 르 페이가 방해하며 악마의 영역으로 함께 가면 레이크를 해치지 않겠다고 약속한다. 그곳에서 스트레인지는 그녀의 지배하에 있는 것처럼 보인다. 그녀는 그를 유혹하려 하고, 반지를 뺄 수 있다고 주장하지만 스트레인지는 거부하고 르 페이를 물리치고 린드머를 구출하여 현실 세계로 돌아온다. 웡도 부활한다. 악한 존재는 르 페이를 늙은 마녀로 변모시킨다.
린드머는 스트레인지에게 평범한 인간으로 남을지, 소서러 슈프림이 될지 선택해야 한다고 설명한다. 스트레인지는 인류를 보호하기로 결심하고, 린드머의 힘이 그에게 전달된다. 웡은 스트레인지가 아직 지식과 지혜가 부족하여 힘을 제대로 사용하지 못하면 자신이나 다른 사람에게 해를 입힐 수 있다고 경고한다.
스트레인지는 퇴원하는 환자들이 많은 병원에 있는 모습으로 등장한다. 그는 레이크와 함께 떠나고, 레이크는 이전의 일에 대한 기억이 없는 듯하다. 르 페이는 다시 젊어져 자조 전문가로 TV에 출연한다. 영화는 스트레인지가 거리의 마술사에게 속임수를 쓰는 것으로 끝맺는다. 마술사가 손기술로 만들려던 꽃을 비둘기로 바꿔버리는 것이다.

## 출연진
- 피터 후튼 - 스티븐 스트레인지 역
- 클라이드 쿠사추 - 웡 역
- 제시카 월터 - 모건 르 페이 역
- 에디 벤턴 - 클레아 레이크 역
- 필립 스털링 - 프랭크 테일러 역
- 존 밀스 - 토머스 린드머 역
- 준 배럿 - 세라 역
- 세라 러시 - 간호사 역
- 다이애나 웹스터 - 수간호사 역
- 밥 덜리골 - 인턴 역
- 래리 앤더슨 - 마법사 역
- 레이디 롤런즈 - 설리번 부인 역
- 마이클 안사라 - 에인션트 원(목소리 출연)
- 테드 캐시디 - 악마 발자로트(목소리 출연)
- 데이비드 훅스 - 이름 없는 자